# Sariegos
Sariegos ist eine Gemeinde (Municipio) mit 5.444 Einwohnern (Stand: 2024) im nordwestlichen Zentral-Spanien in der Provinz León in der Autonomen Gemeinschaft Kastilien-León. Sariegos besteht neben dem Hauptort Sariegos del Bernesga mit Azadinos, Carbajal de la Legua und Pobladura del Bernesga.

## Geografie
Sariegos liegt etwa acht Kilometer nordnordwestlich von León an beiden Ufern des Flusses Río Bernesga und am Fuß des Kantabrischen Gebirge im Norden.

## Bevölkerungsentwicklung
| Jahr      | 1950 | 1970 | 1981 | 1991 | 2001 | 2011 | 2021 |
| --------- | ---- | ---- | ---- | ---- | ---- | ---- | ---- |
| Einwohner | 1561 | 1584 | 1483 | 1688 | 3011 | 4658 | 5170 |

## Sehenswürdigkeiten
- Kirche
- Rathaus

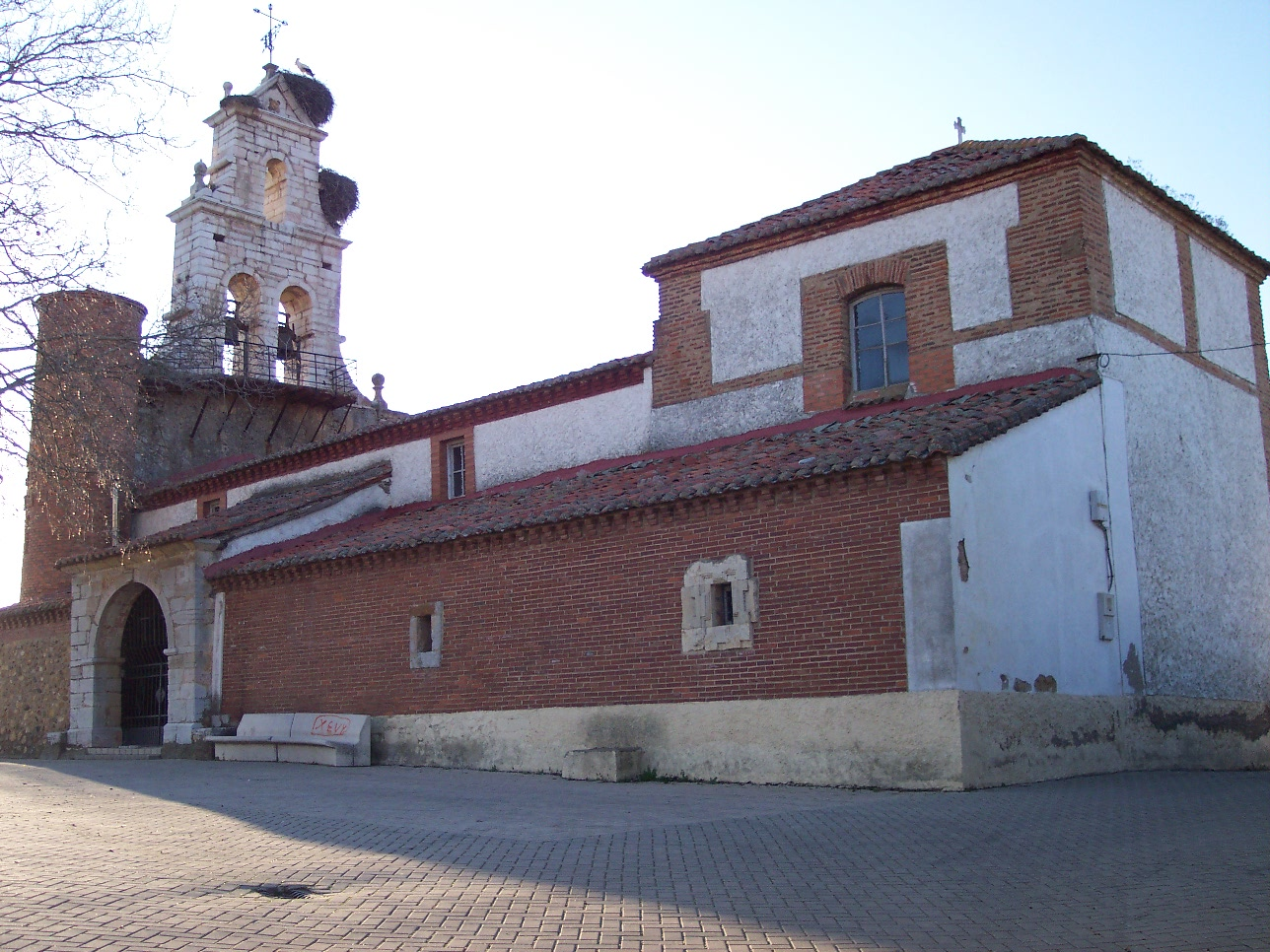
Kirche von Sariegos
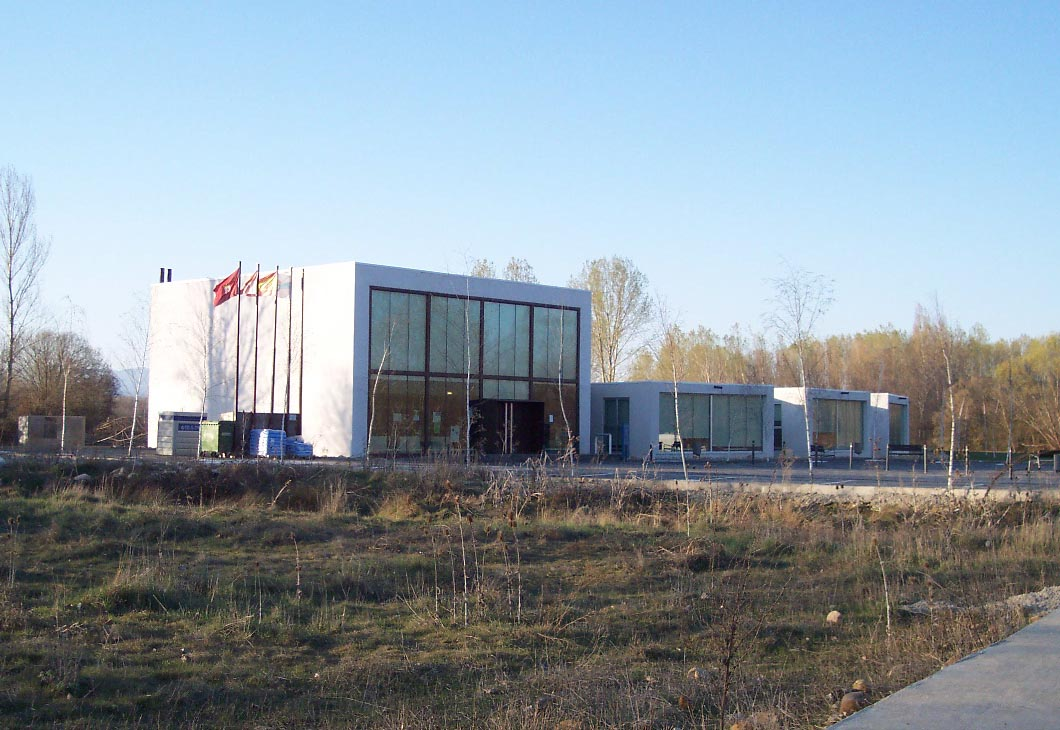
Rathaus

## Persönlichkeiten
- Antonio Llanos (1806–1881), Botaniker
- Marcos Martínez Barazón (* 1957), Politiker, Bürgermeister von Cuadros